# Camion électrique

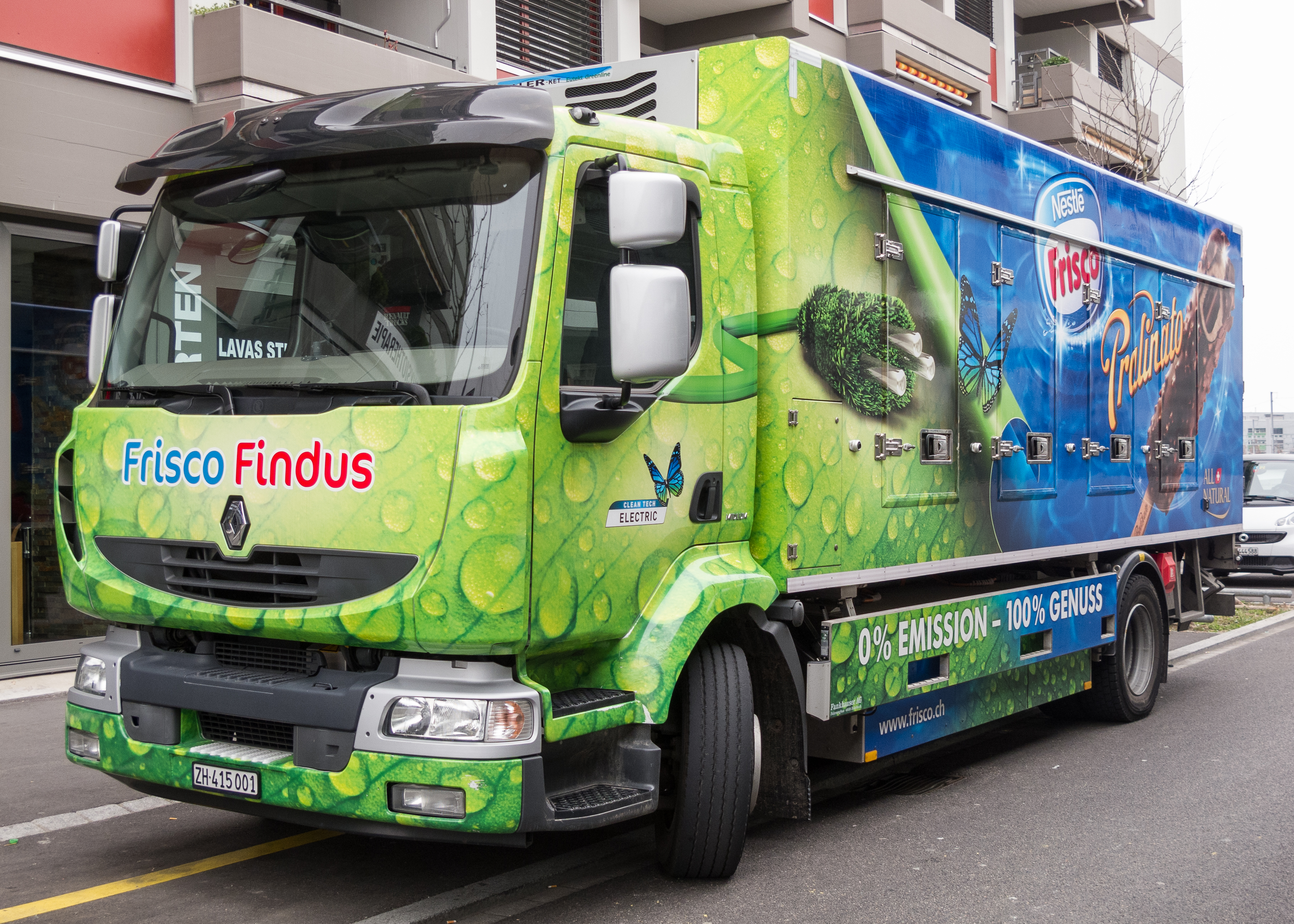
Un Renault Midlum Electric à Zurich.

Un camion électrique est un camion mû par un moteur électrique. Il se distingue donc des camions ayant un moteur à combustion et explosion (la plupart des camions fabriqués et en circulation) et des camions hybrides (qui combinent propulsions électrique et thermique).
L’utilisation de l’énergie électrique pour ce type de véhicules passe par l’adaptation de la chaîne de traction à un moteur de type électrique et au poids du châssis. Le stockage d’énergie est la principale différence avec les camions classiques : le réservoir de carburant est remplacé par un rack à batteries permettant l’autonomie du véhicule.

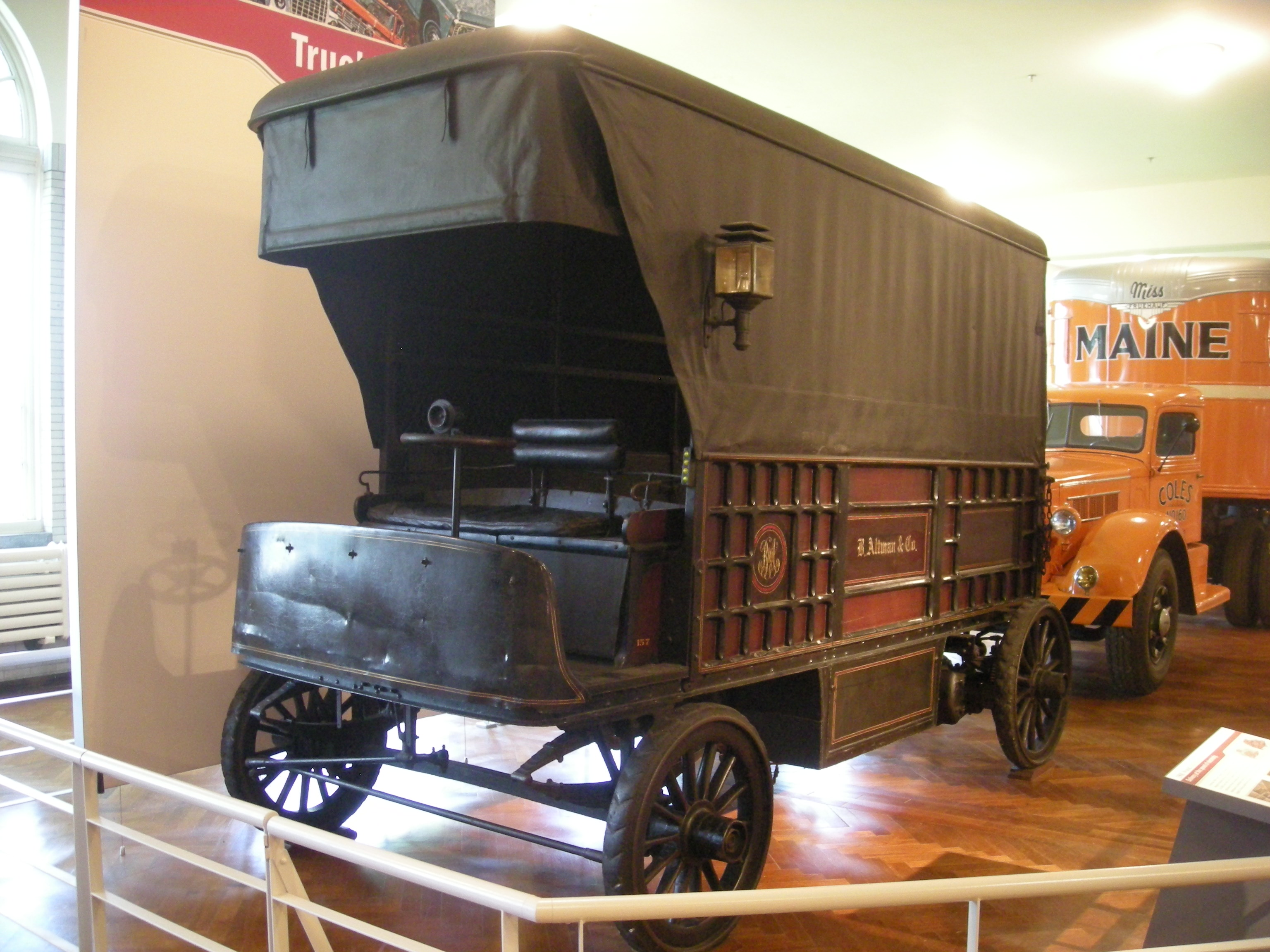
Un camion électrique en bois (1900).

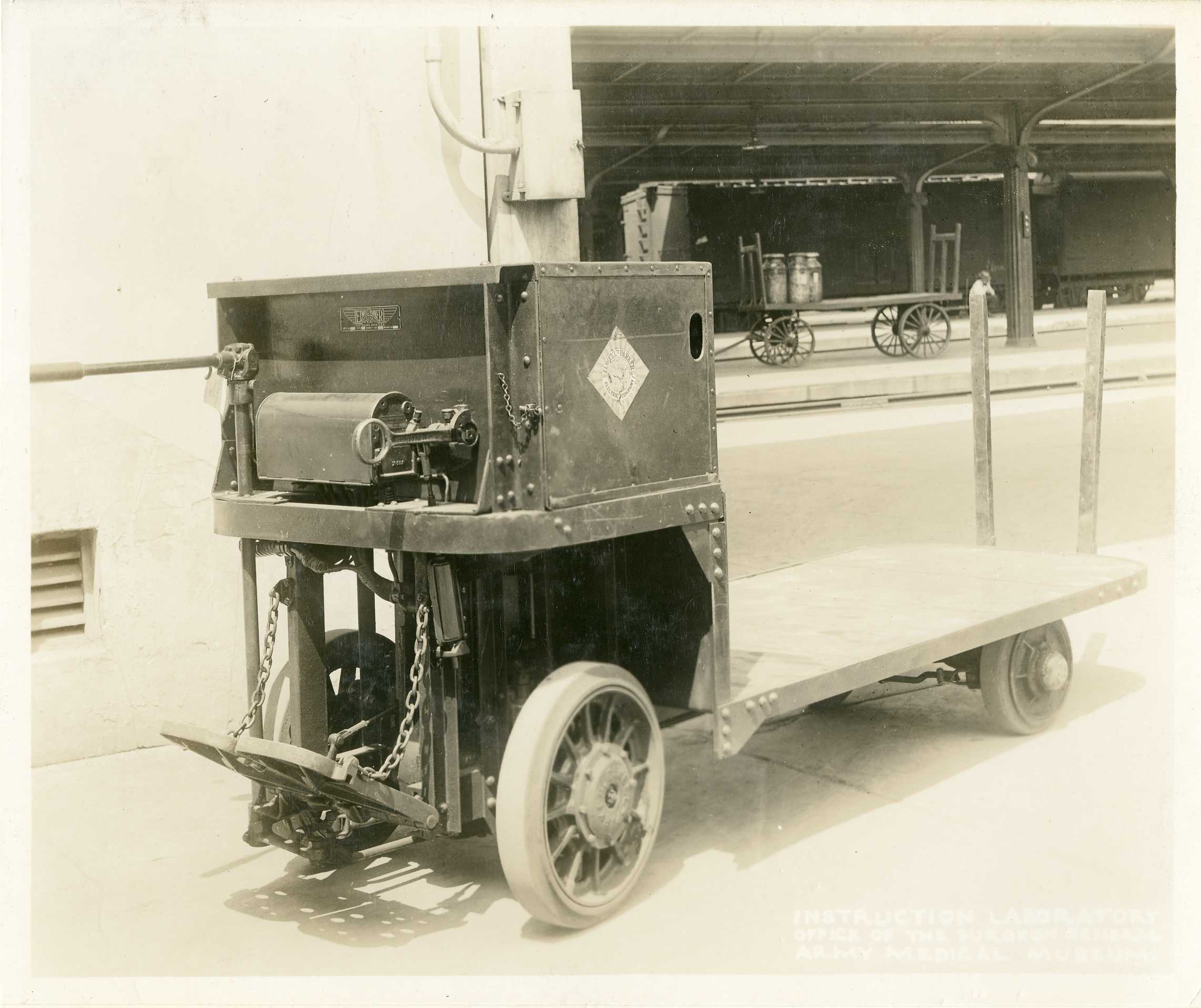
Un camion avec élévateur électrique.

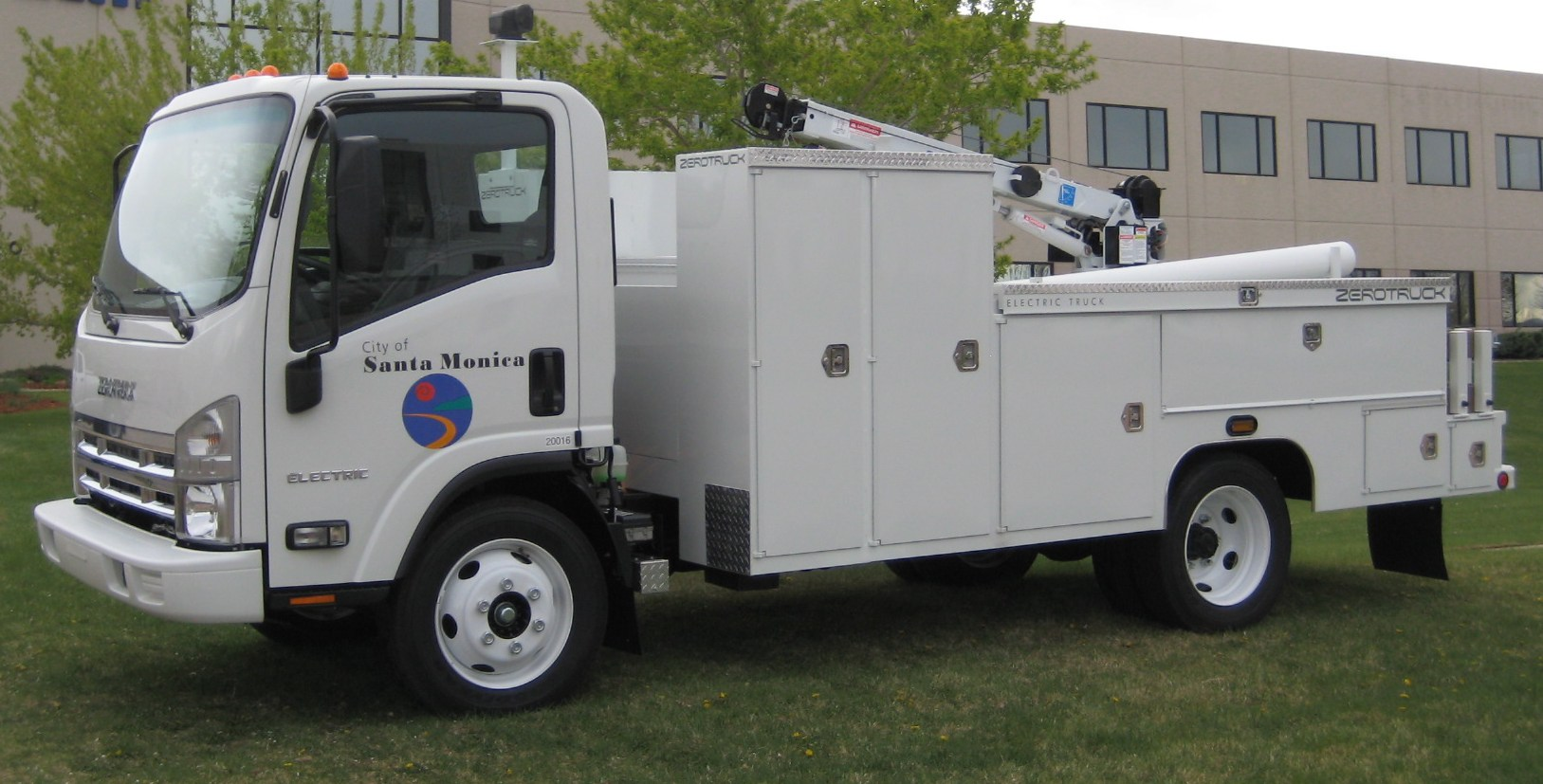
Un camion électrique en Californie.

## Histoire

### XXesiècle
Le concept de camion électrique est presque aussi ancien que celui de camion automobile. le constructeur italien Fiat V.I. s'est d'ailleurs illustré en la matière en commercialisant dès 1938 ce qui semble être le premier vrai camion électrique de tous les temps, le Fiat 621 E reconnaissable avec ses formes très arrondies, en parfait contraste avec les versions classiques essence et Diesel très carrées.
Il a eu un premier âge d'or dans les années 1940, pour la livraison de charbon et de marchandises en ville comme pour la collecte des ordures ménagères et pour la voirie en raison de son silence de fonctionnement très apprécié dans les zones résidentielles et surtout la nuit.
Avant 1977, il a été notamment illustré par la SOVEL, pour la construction, et la SLEVE pour l'exploitation (entretien et location long terme), devenue Locamion.

### XXIesiècle
En novembre 2017, les entreprises développant déjà leurs propres camions électriques comprennent les sociétés BYD, Cummins, Daimler AG, Einride, Kenworth, Nikola Motor avec Iveco, Proterra, Inc., Thor Trucks, Toyota, Uber et Volkswagen,.
En 2018, après la présentation en novembre 2017 du poids lourd électrique de Tesla, les principaux constructeurs de véhicules industriels multiplient les annonces : Volvo Trucks et sa filiale Renault Trucks annoncent en janvier 2018 deux projets : une gamme de véhicules électriques de 16 à 19 tonnes dédiés à la distribution urbaine, lancée fin 2019 par Volvo, et une autre chez Renault, qui teste depuis 2012 des camions frigorifiques de 12 à 19 tonnes d'une autonomie de 120 kilomètres. En novembre 2018, Iveco présente son camion électrique né de sa collaboration avec Nikola, l'Iveco Nikola TRE.
Mercedes-Benz Trucks doit lancer sa gamme de camions électriques en 2020 et teste son nouveau Urban e-Truck 100 % électrique en versions 18 et 25 tonnes, d'une autonomie de 200 kilomètres.
Volta Trucks, constructeur suédois, annonce en février 2023 la vente de 300 camions électriques de 16 tonnes
En septembre 2022, Scania annonce qu’il sera le premier fabricant de camions à arrêter totalement le moteur Diesel, dès 2040. En 2023, il teste son premier camion à énergie solaire sur les routes suédoises, un véhicule hybride rechargeable de 560 CV équipé de panneaux solaires.
En septembre 2022, à Hanovre, Iveco lance la commercialisation de la version électrique du Daily, qui a PTAC allant de 3,5 à 7,2 tonnes et une autonomie de 400 km, l'e-Daily.
MAN Truck & Bus, du groupe Traton, filiale de Volkswagen, ouvre en 2023 les commandes pour ses camions électriques eTGS, destiné à la distribution urbaine, et eTGX, pour les longues distances, et annonce début novembre 2023 avoir reçu 600 commandes. Leurs batteries sont des packs lithium-ion composés de cellules NMC (nickel, manganèse, cobalt). Selon les besoins, les eTGS et eTGX peuvent recevoir de trois à six packs, pour une capacité maximale de 480 kWh et jusque 800 km d’autonomie quotidienne.
En novembre 2023, Iveco lance la commercialisation des camions lourds (44 tonnes) S-eWay BEV (batteries) de 480 kW et FCEV (pile à combustible) de 400 kW[réf. nécessaire].
En décembre 2023, Renault Trucks, filiale de Volvo, commence l'assemblage de ses premiers poids lourds de 44 tonnes à motorisation électrique dans son usine de Bourg-en-Bresse, dans l'Ain, complétant ainsi sa gamme de camions de moyen tonnage (16 à 26 tonnes) assemblés dans l'usine de Blainville-sur-Orne, dans le Calvados.
En 2024, Mercedes-Benz lance l'eActros, conçu pour un poids total en charge de 44 tonnes et pouvant tracter 22 tonnes. Emportant trois ou quatre packs de batteries à haut voltage (112 kWh par pack), il est annoncé comme pouvant parcourir 500 km sans recharge. Une « charge Megawatt » sur borne spéciale de 1 MW permet une recharge rapide, une batterie pouvant théoriquement être rechargée en une heure. Le groupe cimentier Holcim a annoncé en commander 1 000 pour « décarboner » sa flotte européenne de camions,.
En novembre 2024, Renault Trucks, filiale de Volvo, annonce pour 2026 une nouvelle version de son camion E-Tech T, fabriqué dans l’usine de Bourg-en-Bresse et doté d'une autonomie de 600 km grâce à une batterie de 800 kWh.

## Statistiques
| Type                                                     | 2010 | 2015   | 2018   | 2019   | 2020   | 2021   | 2022   | 2023  | 2024  |
| -------------------------------------------------------- | ---- | ------ | ------ | ------ | ------ | ------ | ------ | ----- | ----- |
| Ventes mondiales                                         | 0,04 | 17     | 37     | 25     | 18     | 14     | 33     | 52    | 93    |
| Part de marché camions                                   | ε    | 0,4 %  | 0,7 %  | 0,5 %  | 0,3 %  | 0,3 %  | 0,7 %  | 1,0 % | 1,7 % |
| Parc mondial                                             | 1,1  | 18     | 170    | 200    | 210    | 230    | 260    | 310   | 400   |
| Part de parc camions                                     | ε    | 0,03 % | 0,25 % | 0,27 % | 0,28 % | 0,29 % | 0,33 % | 0,4 % | 0,5 % |
| Source des données : Agence internationale de l'énergie. |      |        |        |        |        |        |        |       |       |

Les ventes de camions électriques poids moyen et poids lourd en 2021 sont estimées par l'Agence internationale de l'énergie à plus de 14 200 camions, soit moins de 0,3 % des immatriculations. Le parc mondial atteint 66 000 camions électriques, soit 0,1 % du total. La part de la Chine dans les ventes mondiales de camions électriques est d'environ 90 % en 2021 ; leur part de marché atteint 0,4 % en Chine contre 0,2 % en Europe et 0,1 % aux États-Unis.
Selon l’Association des constructeurs européens d'automobiles (ACEA), 1243 camions électriques (+ 26,6 %) ont été immatriculés en Europe en 2021, dont 987 en Allemagne. Ces données incluent les véhicules 100 % électriques, ceux à pile à combustible, ceux à prolongateur d'autonomie et les hybrides rechargeables. Leur part de marché atteint 0,5 % en Europe. En 2022, 4,6 % des poids lourds nouvellement immatriculés en Suisse étaient entièrement électriques.
En 2023, les camions 100 % électriques représentent 0,9 % marché européen, soit moins de 3200 camions sur un marché total de 370000 véhicules, et en France, un peu plus de 1 %, soit 550 véhicules sur les 48000 poids lourds immatriculés.
En 2024, les immatriculations de camions neufs 100 % électrique de plus de cinq tonnes en France ont été de 670 véhicules, soit une part de marché de 1,4 %. Le diesel représente toujours 90 % des livraisons, pour des raisons économiques, et le reliquat se partage entre le GNV, en recul, et le B100 (biodiesel issu du colza), en progrès.

## Prévisions de développement du marché européen
L'Association des constructeurs automobiles européens (Acea) estime qu'environ 10 000 camions électriques de moyen tonnage (3,5 à 16 tonnes) et 30 000 camions de plus de 16 tonnes seront en circulation en Europe dès 2025, sous réserve qu'existe le réseau de points de charge nécessaire. En 2030, la flotte livrée serait de 70 000 unités de moyen tonnage et 200 000 gros gabarit.
Daimler Truck présente le 30 juin 2021 son « camion à batterie pour la distribution lourde » e-Actros. Alors que les modèles électriques rechargeables ne représentent que 0,4 % du marché en 2020, Mercedes annonce des versions « porteur » de 18 à 26 tonnes, plutôt réservées aux villes, puis un modèle « tracteur » longue distance d'une autonomie de 500 km pour 2024. MAN Truck teste 50 camions électriques e-TGM de 26 tonnes. Volvo Trucks prévoit que toutes ses gammes européennes disposent d'une version électrique, et la production en série de la majorité des modèles débutera au second semestre 2022, tandis que Renault Trucks propose des modèles sur les mêmes plateformes.
MAN annonce en juin 2022 qu’il commencera la production de masse de batteries pour camions et bus électriques sur son site de Nuremberg à partir de 2025. Son objectif est d’atteindre en deux ans et demi une production de 100 000 unités par an.
Renault Trucks, filiale de Volvo, prévoit de réaliser 50 % de ses livraisons avec des modèles 100 % électriques dès 2030. En 2022, il a livré 500 camions électriques en France sur un total de 13 500 ventes. Il lancera fin 2023 dans son usine de Bourg-en-Bresse (Ain) la production des camions électriques de gros tonnage, pour le transport régional et le marché du BTP.

## Typologie

### Transports de marchandises
Les camions électriques pouvant transporter des marchandises se présentent en différentes tailles : les camions électriques pour le transport de marchandises vont de l’utilitaire de petite taille, de quelques tonnes de charge utile (par exemple le Renault Maxity électrique de chez Renault Trucks), à ceux plus volumineux dont le PTAC peut aller jusqu’à 12 tonnes (comme le Newton de Smith).

#### Camions utilitaires
La capacité des châssis des véhicules électriques n’atteignant pas les mêmes performances que celle des véhicules thermiques actuels, l’utilisation optimale pour les camions électriques dont l'autonomie est limitée à environ 100 km est souvent celle des livraisons dites « du dernier kilomètre » qui s’effectuent en milieux urbains.
Les utilitaires électriques de petite taille pour les livraisons en centre-ville sont un créneau en développement du fait du durcissement des réglementations et de la multiplication des interdictions de la circulation de véhicules de livraison au gazole dans les centres-villes : ainsi, Peugeot annonce en octobre 2018 sa décision de proposer des versions électriques pour l'ensemble de sa gamme de véhicules utilitaires d'ici à 2025, en commençant dès 2020 par le Citroën Jumpy et le Peugeot Expert.
En décembre 2018, DAF Trucks teste chez la chaine de supermarchés Jumbo son semi-remorque électrique « semi CF », dont la batterie de 170 kWh permet une autonomie d'environ 100 km, destiné à des rotations en zones urbaines ; sa production est prévue en 2020. Jumbo espère réduire de 50 % les émissions de CO2 de sa flotte, avec des stations de recharge équipées de panneaux solaires.

#### Poids-lourds

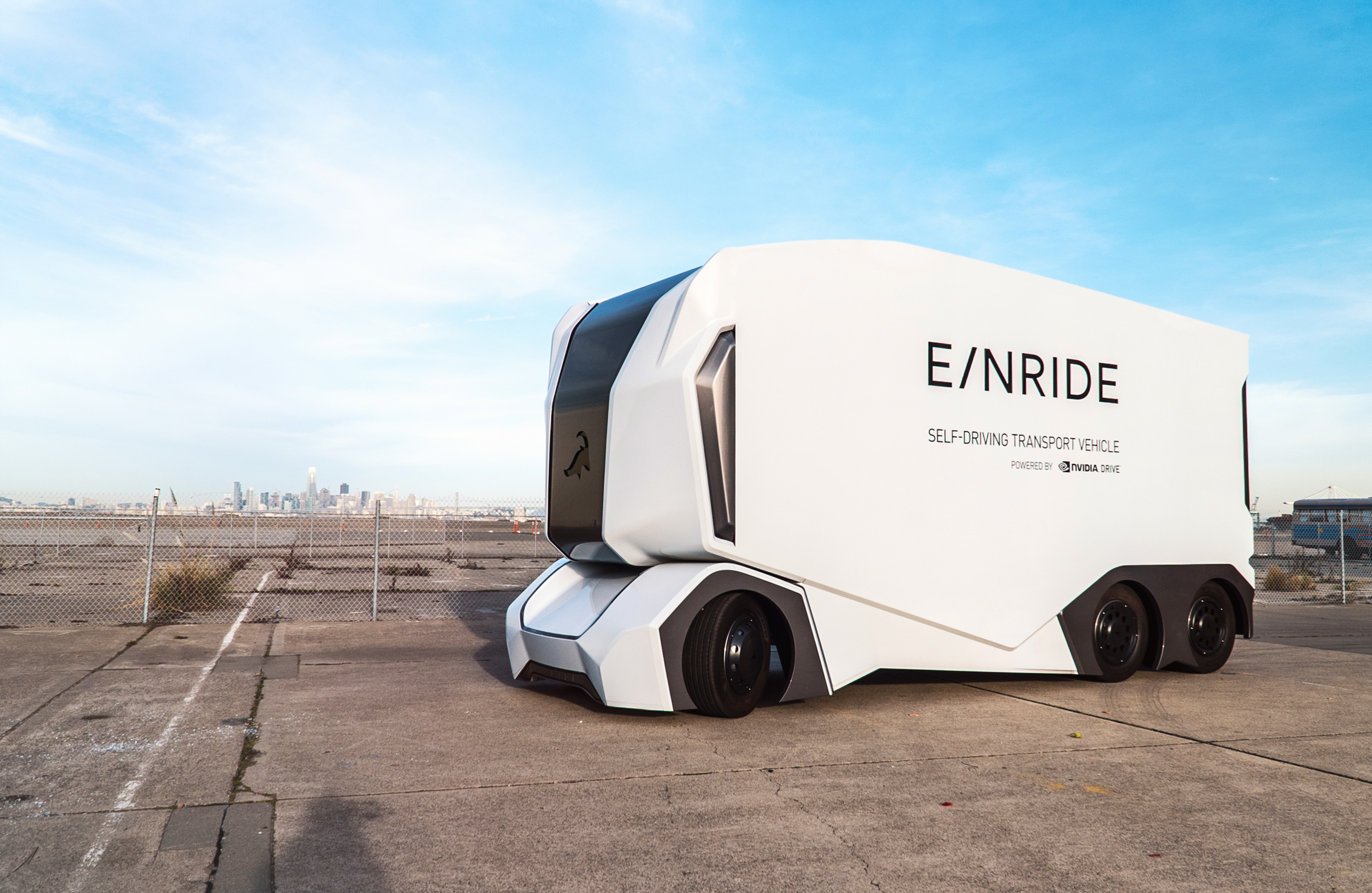
L'Einride Pod devant San Francisco.

Tesla a présenté le 16 novembre 2017 son semi-remorque électrique autonome Tesla Semi, dont l'autonomie atteindrait 800 km et dont le coût complet serait inférieur de 20 % à celui d'un camion Diesel ; la production devrait commencer fin 2019. Tesla a reçu environ 200 commandes en quinze jours.
En février 2019, le constructeur américain Nikola, jusqu’ici spécialisé dans les camions propulsés par des piles à combustibles à hydrogène, a annoncé que des camions électriques renforceraient prochainement la gamme : les modèles « Two » et « Tre », respectivement destinés à l’Amérique du Nord et à l’Europe, seront déclinés dans trois versions à batteries, d’une capacité de 500 à 1 000 kWh, qui viseront une autonomie moindre que leurs homologues à hydrogène (500 à 1 200 km pour le Tre) ; l’hydrogène sera prioritaire pour les longues distances, l’électrique sera réservé aux courts trajets, à cause du poids des batteries. Le Nikola Two ne sera produit qu’à partir de 2021, le Tre courant 2022-2023.
En septembre 2019, Amazon commande 100 000 fourgons électriques, qui seront fabriqués par la start-up Rivian. Les premières livraisons devraient intervenir en 2021, 10 000 seront sur les routes en 2022, les derniers arrivant courant 2030.
Renault Trucks, filiale du groupe Volvo, fabrique des camions 100 % électrique à Blainville-sur-Orne (Calvados) depuis mars 2020 ; deux modèles sont proposés à la vente : 16 et 26 tonnes ; le constructeur déclare une capacité de production de plusieurs centaines de camions 100 % électrique par an et prévoit que les véhicules électriques représenteront 10 % de ses volumes de ventes en 2025.
Le constructeur chinois BYD annonce fin 2019 avoir déjà vendu 12 000 camions électriques de différents tonnages. Son tracteur routier 8TT, disposant d’une autonomie de l’ordre de 200 km grâce à un pack lithium-ion de 400 kWh en alimentation d’un moteur 360 kW, est le modèle qui se répand le plus aux États-Unis depuis 2019. En Europe, les camions électriques à batterie sont avant tout perçus comme des modèles pouvant circuler dans les zones concernées par des restrictions de circulation afin de contrer la pollution par les gaz d’échappement et le bruit ; ils sont utilisés pour ravitailler les grandes villes depuis les plateformes logistiques en périphérie, avec une autonomie rarement au-dessus de 250 km. Mercedes propose son porteur eActros 25-26 tonnes qui passe à la phase de commercialisation en 2021 avec une autonomie de 200 km tirée d’un pack lithium-ion de 240 kWh et prévoit pour 2024 une déclinaison eActros LongHaul bénéficiant d’un rayon d’action de 500 km. Renault Trucks propose son modèle D Z.E. (autonomie jusqu'à 300 km, batterie lithium-ion 200 ou 300 kWh), Scania son 25 P/L (250 km, batterie lithium-ion 315 kWh), Daf Trucks son CF Electric Porteur FAN (220 km, batterie lithium-ion 315 kWh) et Volvo Trucks son FE Electric (200 km, batterie lithium-ion 200 kWh) et son FL Electric (300 km, batterie lithium-ion 300 kWh). Pour des acheminements à moyennes et longues distances, des camions électriques dont les moteurs sont alimentés en électricité via des piles à hydrogène offrent une autonomie proche de celle des modèles Diesel : Hyundai commercialise le porteur 37 tonnes XCient, d’une autonomie d’environ 400 km, dans le cadre d’une coentreprise créée avec le fournisseur suisse de piles à combustible H2 Energy ; il a déjà reçu des milliers de commandes en Suisse et Chine et sera commercialisé aux États-Unis en 2022 ; un modèle doté d'une autonomie de 1 000 km est en préparation. Mercedes a présenté son prototype GenH2 Truck (40 tonnes) qui aura également une autonomie de 1 000 km.
En 2021, Renault Trucks a vendu 249 poids lourds et enregistré 613 commandes. Son objectif est de ne livrer que des modèles électriques à l'horizon 2040, avec un point de passage à 50 % en 2030. Deux nouveaux modèles seront commercialisés en 2023 : T E-Tech et C E-Tech, destinés respectivement au transport régional et à la construction, d'un poids total roulant autorisé de 44 tonnes.
En juillet 2022, Scania livre son premier camion grumier électrique, capable de transporter jusqu’à 80 tonnes de bois.
Le 2022, Tesla livre le premier exemplaire de son camion 100 % électrique Tesla Semi, qui selon son constructeur aurait une autonomie de 800 km et serait capable de recharger jusqu'à 70 % de sa batterie en une demi-heure, à condition de disposer d'une borne à très haute puissance.
En avril 2023, Scania livre le premier camion transporteur de voitures de 42 tonnes sur la base de son P 25 électrique. Il propose depuis juin 2022 son premier camion régional longue distance électrique, équipé de six batteries d’une capacité totale de 624 kWh offrant une autonomie de 350 km ainsi que des solutions clés en main, telles que des camions de transport de bois, des gros porteurs de 66 tonnes, des camions-toupie de chantier ou des grues.
En juin 2025, MAN lance la production en série de ses camions électriques eTGX, eTGS et eTGL dans son usine de Munich. Ils sont assemblés sur la même ligne que leurs homologues diesel, en flux continu. Trois puissances de moteurs sont proposées : 245, 330 ou 400 kW. La capacité maximale des batteries atteint 534 kWh, permettant une autonomie de 500 km.

#### Projets de poids-lourds
En juin 2020, la start-up Nikola, née en 2015, atteint une capitalisation boursière de 30 milliards de dollars, supérieure à celle de Ford, sans avoir commercialisé un seul véhicule. Après avoir annoncé plusieurs projets de poids-lourds à hydrogène et un camion électrique, elle a présenté début 2020 un projet de pick-up, le Nikola Badger, alimenté par une batterie et une pile à combustible, permettant une autonomie de 965 km.
Le 8 septembre 2020, Nikola conclut un partenariat stratégique avec General Motors, qui acquiert 11 % du capital de Nikola et obtient un représentant à son conseil d'administration. GM assurera « le développement, la validation, l'homologation et la construction » du Badger, un pick-up 100 % électrique apparus ces derniers mois dans les plans de production de Nikola, qui utilisera pour ce modèle les batteries électriques et les piles à combustibles conçues par GM. La mise en production est attendue pour fin 2022.
En 2024, Caterpillar teste le Cat 777, camion électrique dont la charge utile est de 100 tonnes. En 2023, il a déjà présenté le Cat 793, camion électrique d'une charge utile de 265 tonnes.

### Service de propreté
Il est possible d’adapter des châssis motorisés électriquement à des camions des services de propreté comme les bennes à ordures ménagères.
Quelques-uns de ces modèles 100 % électrique sont actuellement en utilisation en France, la ville de Courbevoie étant la première ville à avoir renouvelé son parc de véhicules de propreté vers des véhicules 100 % électriques.

### Camions de service ou de chantier
On retrouve également une motorisation électrique sur certains véhicules de service qui n’ont pas une fonction de transport de marchandises mais sont dotés d’équipements spécifiques (mini-grue, équipement de nettoyage, etc.). La compagnie Air France par exemple a fait l’acquisition de quelques-uns de ces véhicules pour un usage aéroportuaire.
En 2021, Renault lance le premier camion de chantier électrique, équipé d'une benne et d'une grue, le Renault D Wide, dérivé d'un Renault Trucks D Wide Z.E de 26 tonnes. Ses quatre batteries totalisent 264 kWh pour une autonomie d’environ 200 km.

## Autoroute électrique
Le groupe allemand Siemens expérimente depuis l'été 2011 un démonstrateur d'autoroute électrique (Siemens eHighway), équipé de caténaires sur 1,8 km, où circulent deux camions équipés de pantographes.
Suivant l'exemple de la Suède et de l'Allemagne, l'Italie lance en septembre 2018 un projet d'autoroute électrique pour le ravitaillement des camions électriques et hybrides : des lignes aériennes, installées tout au long d'un tronçon de 6 km de l'autoroute A35, permettront de ravitailler les poids-lourds en continu.
Le projet eRoadArlanda, en test en Suède, est un système de recharge des véhicules électriques roulants au moyen d'un rail d’alimentation sur voie publique ; un bras articulé situé sous le véhicule capte l’énergie du rail placé au milieu de la voie. Le rail est mis sous tension sur de courtes sections, uniquement sur la zone où le véhicule est en contact. Cette technique d’alimentation par le sol est similaire à celle déjà éprouvée sur les réseaux de tramways de plusieurs villes en France.
Un groupe de travail piloté par le ministère de la Transition écologique français a rendu en juillet 2021 un rapport sur le système de route électrique, qui selon lui « présente un excellent rendement énergétique, une alimentation continue qui ne dégrade pas les conditions d’exploitation des camions et une diminution significative de la taille des batteries des poids lourds faisant de longs trajets et peut très fortement réduire le besoin en bornes de recharge ». Parmi les trois solutions de route électrique, celle avec caténaire est la plus avancée techniquement, mais plusieurs points restent à valider, dont l’acceptation citoyenne des caténaires tout le long des autoroutes. La solution par rail, très avancée aussi, permettrait, de plus, l’alimentation des véhicules légers et donc la réduction de la taille de leurs batteries, critique vis-à-vis de leur coût et de la consommation de matières premières. Quant à la solution à induction, également plus universelle, il reste à démontrer qu’elle soit capable d’atteindre le niveau de puissance de recharge nécessaire.
En avril 2023, un consortium public-privé se met en place pour tester la solution considérée comme la plus mature par les experts : une alimentation électrique de camions de marchandises par des caténaires et pantographes. Un réseau de caténaires de deux kilomètres verrait le jour sur un grand axe routier du sud de l'Alsace (Haut-Rhin), peut-être dès la fin 2025. Bpifrance financerait en partie cette expérimentation. Le constructeur suédois de poids lourds Scania, détenu par le groupe Volkswagen, qui teste déjà en Allemagne une flotte de 22 camions équipés pour les routes électriques, pourrait ensuite mettre à disposition un ou deux véhicules en test côté français. Equans, filiale du groupe Bouygues, travaille sur l'électrification des infrastructures routières et l'allemand Siemens pousse cette option de caténaires, à travers sa solution eHighway développée par lui depuis près de dix ans. Selon les industriels, « si l'on électrifie seulement 3 % du réseau routier le plus emprunté par les camions, on le décarbone à hauteur de 60 %. Pas la peine d'électrifier tout le réseau » ; mais cela coûterait 35 milliards d'euros.
En juillet 2023, un consortium mené par Vinci Autoroutes, lauréat de l’appel à projets de Bpifrance, annonce son projet d'expérimenter sur l’autoroute A10 deux tronçons-test de deux kilomètres chacun, un pour la recharge par induction et un pour la recharge par rail conductif. Selon Vinci, les systèmes de recharge dynamique, déployés à grande échelle, permettraient de réduire de 86 % les émissions de CO2 du transport routier de marchandises par rapport à l’utilisation du gazole, contre 60 % pour les poids lourds embarquant de très grosses batteries et se rechargeant sur des bornes. Des bobines à induction sont installées sous la chaussée, à partir de janvier 2025, sur un tronçon de 1,5 km à hauteur de la commune d’Angervilliers. Ce système sera testé par quatre véhicules équipés d’un système récepteur.

## Politiques de soutien

### Union européenne
La Commission européenne publie le 14 février 2023 sa proposition législative sur les camions, bus et autocars dans le cadre de son Pacte vert pour l'Europe. Elle propose pour les camions des objectifs de baisse des émissions de carbone de 45 % en 2030 (au lieu des -30 % du règlement précédent), 65 % en 2035 et 90 % en 2040. La part de marché des camions à zéro émission est de l'ordre de 1 à 2 % en 2022.
Le 18 janvier 2024, les législateurs européens ont trouvé un accord final sur les objectifs de réduction des émissions de CO2 des véhicules lourds : celles des véhicules vendus à partir de 2030 devront être réduites d'au moins 45 % par rapport à 2019, puis de 65 % en 2035-2039 et de 90 % à partir de 2040. L'Association des constructeurs européens d'automobiles (Acea) estime que pour atteindre ces objectifs 2030, plus de 400 000 véhicules électriques à batterie et à hydrogène devront être en circulation, et que l'UE a besoin d'au moins 50 000 stations de recharge électrique adaptées et d'au moins 700 stations de recharge en hydrogène. Transport & Environnement (T&E) estime que ces objectifs permettront qu'environ 30 % des camions vendus en 2030, et au moins les trois quarts en 2040, soient électriques ou alimentés à l'hydrogène.
En avril 2025, le Conseil d'analyse économique (CAE) en France et le Conseil franco-allemand des experts économiques (FGCEE) recommandent une stratégie coordonnée entre la France et l’Allemagne pour réduire les émissions du transport routier de marchandises : ils recommandent de privilégier les camions électriques à batterie plutôt que ceux à hydrogène, et d’orienter les financements publics vers l’installation de bornes de recharge rapide sur les principaux axes routiers et dans les zones logistiques.

### Californie
La California Air Resources Board (CARB), agence californienne pour l’environnement, adopte en 2020, à l’unanimité, une proposition de réglementation pour les véhicules d'un poids supérieur à 3 850 kg, qui imposerait 5 à 9 % (selon les catégories de véhicules) de ventes de camions zéro émission (électriques ou hydrogène) dès 2024, objectif qui pourrait être augmenté entre 40 et 75 % à horizon 2035. La Californie annonce vouloir mettre 500 000 camions zéro émission sur les routes en 2045, date à laquelle elle prévoit d’interdire les ventes de camions à motorisations thermiques. Les camions représentent 7 % du trafic routier, mais sont responsables de 95 % des émissions de particules, de 80 % de celles de NOx et de 50 % de celles de CO2. Selon le CARB, 70 modèles de camions, bus et utilitaires zéro émission sont déjà commercialisés.

### Royaume-Uni
Le secrétaire d'État britannique aux Transports, Grant Shapps, annonce le 14 juillet 2021 l'interdiction de circulation des camions Diesel en 2040, soit dix ans après la fin des voitures thermiques, et des véhicules de moins de 26 tonnes en 2035. En décembre 2020, sept grands producteurs de camions (Daf, Daimler, Ford, Iveco, Man, Scania, Volvo) ont pris l'engagement de développer les techniques sans Diesel nécessaires à horizon 2040, moyennant 50 à 100 milliards d'euros d'investissements. Le Royaume-Uni envisage de changer la réglementation appliquée à ses constructeurs, en abandonnant les objectifs d'émission de CO2 fixés lorsque le pays était membre de l'Union européenne pour les remplacer par un objectif minimum de production de véhicules électriques, sur le modèle de la Californie. Considéré comme plus contraignant pour les industriels, cet objectif augmentant chaque année pour atteindre 100 % d'électrique.

### France
Le plan France Relance (fin 2020) intègre une enveloppe de 100 millions € d’aide à l’acquisition d’un véhicule industriel électrique, accordant un bonus de 50 000 € pour les camions et de 30 000 € pour les autocars et autobus, aussi bien pour l’achat que pour la location longue durée, que le véhicule soit équipé d’une batterie de traction ou d’une pile à combustible à hydrogène. Cette nouvelle aide est cumulable avec le suramortissement pour les véhicules lourds utilisant des énergies propres, prolongé jusqu’au 31 décembre 2024.
Le ministre délégué chargé des Transports, Jean-Baptiste Djebbari, annonce en février 2022 le lancement d’un appel à projets à destination des véhicules lourds électriques, doté d’une enveloppe de 65 millions €. La subvention sera dépendante du PTAC et pourra atteindre jusqu’à 65 % de l’écart de coût d’acquisition entre le véhicule électrique et son équivalent diesel, avec un plafond à 150 000 € par véhicule pour les poids lourds de plus de 26 tonnes et 100 000 € au-dessous de ce seuil, ainsi que pour les cars et bus électriques. L’appel à projets permettra aussi de financer les infrastructures de recharge, jusqu’à 60 % du coût d’acquisition.
En août 2024, l'Ademe lance les appels à candidatures pour distribuer 110 millions d'euros de subventions en 2024 aux opérateurs désirant acquérir des camions, bus ou autocars 100 % électriques. Ce budget s'ajoute à un programme de 20 millions d'euros lancé peu avant pour les PME. Au total, les aides publiques auront doublé en un an, puisqu'elles étaient d'environ 60 millions en 2023. Les aides maximales par véhicule s'échelonneront de 20 000 à 90 000 euros.

## Prospective
En 2020, le président du directoire de Gefco, un des grands acteurs de la logistique industrielle, présente son projet : construire un réseau européen de terminaux routiers sur les grands axes de circulation, afin de pouvoir ravitailler en « carburant » à la fois des camions 100 % électriques et des modèles à hydrogène. Ces terminaux, alimentés par une ligne à haute tension, seraient capables de recharger en parallèle jusqu'à 40 à 50 camions électriques en charge rapide (de l'ordre de 40 minutes maximum), ou à hydrogène. L'étape suivante serait le camion autonome, sur un réseau autoroutier connecté.
Un rapport de PricewaterhouseCoopers Strategy (PwC) publié en octobre 2022 prévoit que la part de marché des camions zéro émission (électriques et hydrogène) atteindra un tiers en 2030 en Europe, en Amérique du Nord et en Chine et 70 % en 2035, du fait de la croissance des restrictions réglementaires et de la baisse du coût total sur le cycle de vie de ces véhicules, qui sera inférieur de 30 % à celui des véhicules thermiques en 2030. Cependant, il faudra un investissement d’au moins 36 milliards d’euros d’ici à 2035 pour construire un réseau européen de bornes de recharge et de pompes à hydrogène acceptable.

## Infrastructure de recharge

### Europe
En juillet 2022, l’Association des constructeurs européens d'automobiles (ACEA) publie une étude réalisée par l’institut allemand Fraunhofer, qui a suivi par GPS les trajets de quelque 400 000 camions à travers l’Europe sur une période de douze mois. Selon les projections de l’association, environ 40 000 véhicules moyens et lourds électriques à batterie seront en service en Europe d’ici à 2025 et près de 300 000 d’ici à 2030. Plus de 3 000 aires devront être équipées de solutions de charge adaptées aux poids lourds électriques d’ici à 2027, dont près de 600 en France. L'ACEA publie cinq cartes régionales qui indiquent les lieux où les chargeurs devront être installés.
BP inaugure en juillet 2022 le premier site de recharge à haute puissance (deux chargeurs de 300 kW) pour batteries de poids lourds, dans la station Aral de Schwegenheim, dans l’ouest de l’Allemagne, sur l’axe majeur B9 qui relie les Pays-Bas à la France et traverse plusieurs grandes villes allemandes. Lors des pauses obligatoires de 45 minutes, ils permettent de recharger les batteries à hauteur de 150 à 200 km d’autonomie.
En mars 2023, les groupes français CMA CGM, Engie et Sanef s'allient pour lancer « European Clean Transport Network Alliance » (ECTN), un premier réseau d'infrastructures de recharge, pour des prochains poids lourds électriques ou à hydrogène. Une première expérimentation sera lancée entre Lille et Avignon (plus de 900 km), au second semestre 2023 : une flotte dédiée de 20 tracteurs alimentés à l'électricité ou à l'hydrogène vert transportera 20 remorques par jour ; ils se ravitailleront, au maximum tous les 400 km, dans cinq terminaux test ; un conducteur pourrait ainsi effectuer une seule étape, et rentrer chez lui tous les soirs avec une autre remorque, ce qui pourrait remédier à la pénurie de chauffeurs. Si ce concept est validé, ECTN prévoit de constituer un réseau de 320 stations sur les grands axes européens, dont 60 en France.
En avril 2023, Scania et Northvolt présentent une batterie dont la durée de vie dépasserait 1,5 million de kilomètres. Les cellules sont produites dans l'usine Northvolt Ett, alimentée en électricité non issue d'énergies fossiles, et seront assemblées en lots de batterie dans une usine de Scania en construction dans sa ville natale de Södertälje.
MAN (groupe Volkswagen), Daimler Truck et le groupe Volvo Trucks, propriétaire de Renault Trucks, lancent en 2023 une coentreprise destinée à installer 1 700 points de recharge à haute puissance dans toute l’Europe, sur ou à proximité des autoroutes et plateformes logistiques. En 2024, MAN et E.ON annoncent vouloir construire 170 stations de recharge (400 bornes de 400 kW au total, chacune permettant de parcourir 300 kilomètres en 45 min environ) en Europe. Cent vingt-cinq des stations seraient installées en Allemagne et 80 sont annoncées « d'ici fin 2025 ». L'Autriche, le Royaume-Uni, le Danemark, l'Italie, la Pologne, la Tchéquie et la Hongrie seraient aussi desservis.
En juillet 2024, une étude de l'institut Fraunhofer menée en collaboration avec Amazon montre qu'un réseau de 1 000 stations de recharge satisferait 91 % des besoins des camions électriques en Europe en 2030. Mais ces stations auraient besoin d'une puissance allant jusqu'à 12 MW pour 20 bornes de recharge de type MCS.

### Connecteur de charge
Le standard de connecteur Megawatt Charging System (MCS) pour la recharge de véhicules électriques des catégories C1, C, C1E, CE est en cours de développement et devrait devenir le connecteur mondial pour les camions électrique, ainsi que pour les bus électriques et avions électriques.
Scania réalise en mai 2023 avec succès l’essai d’un système de charge dépassant le mégawatt, le MCS, créé par ABB E-Mobility, sur un de ses camions électriques de dernière génération, et prévoit dès 2023 de fournir des camions électriques à ses premiers clients dans une version préliminaire de la prise standard MCS. ABB E-Mobility continue le développement dans l’intention de lancer la version suivante à la fin de 2024 ou au début de 2025. L’objectif est que le véhicule puisse être conduit pendant la durée réglementaire maximum de 4 h 30, puis être rechargé suffisamment pour rouler à nouveau 4 h 30 dans le temps des 45 minutes de pause obligatoire que doit respecter le chauffeur. Pour y parvenir, la première version du MCS fonctionne à une tension allant jusqu’à 1 250 V avec une intensité de 1 500 A, ce qui équivaut à une puissance pouvant atteindre 1 875 kW. Dans un second temps, pour la version suivante qu'ABB prépare pour 2024 au plus tôt, il est prévu de passer à 3 000 A, ce qui permettra alors d'atteindre 3 750 kW.